# Chiropetalum berteroanum
Chiropetalum berteroanum är en törelväxtart som beskrevs av Diederich Franz Leonhard von Schlechtendal. Chiropetalum berteroanum ingår i släktet Chiropetalum och familjen törelväxter.

## Underarter
Arten delas in i följande underarter:
- C. b. berteroanum
- C. b. psiladenium